# Толстянка водная
Толстянка водная, или Толстянка водяная (лат. Crassula aquatica) — вид травянистых растений рода Толстянка (Crassula) семейства Толстянковые (Crassulaceae). Встречается под устаревшим синонимичным названием Тиллея водная или Тиллея водяная (лат. Tillaea aquatica).

## Ботаническое описание

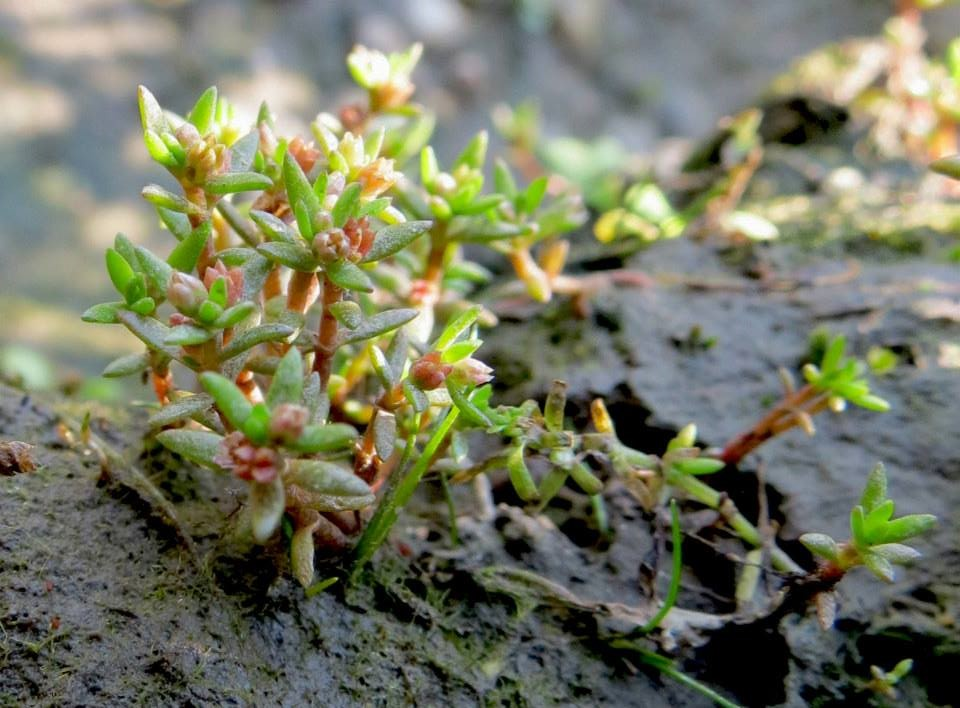
Габитус

Однолетний травянистый гидрофит, (1) 6—9 (16) см высотой. Корень мочковатый. Стебель прямостоячий или восходящий, простой или дихотомически ветвистый в нижней части. Побеги слабые, прямостоячие в воде, без воды полегающие и укореняющиеся. Листья простые, цельные, супротивные, сидячие, узколанцетные или линейные, голые, толстоватые, на верхушке острые, цельнокрайные, 4—6 мм длиной и 0,5—1 мм шириной, в основании с влагалищем.
Цветки четырёхмерные, мелкие, почти сидячие, расположены в пазухах листьев по одному (редко по два) в каждом узле. Лепестки белые или беловатые с сиреневым или розоватым оттенком, яйцевидные, 1—1,5 мм длиной, в 1,5—2 раза длиннее чашечки. Тычинок 4, короче лепестков. Плод — многолистовка; плодиков 4, продолговато-яйцевидные или овальные, на верхушке суженные в короткий носик. Семена многочисленные, мелкие, темно-коричневые.
Хромосомное число 2n = 42.

## Охрана
Вид внесён в Красные книги Латвии, Финляндии, Эстонии, России и некоторых субъектов России: республики Бурятия и Карелия; Амурская, Иркутская, Кировская, Ленинградская, Мурманская, Новгородская, Сахалинская, Свердловская, Тверская, Челябинская области; Приморский и Хабаровский края; город Санкт-Петербург; Чукотский автономный округ.

## Классификация

### Таксономия
Crassula aquatica (L.) Schönland, 1891, Nat. Pflanzenfam. 3(2): 37
Вид Толстянка водная относится к роду Толстянка (Crassula) семейства Толстянковые (Crassulaceae) порядка Камнеломкоцветные (Saxifragales). Кладограмма в соответствии с Системой APG IV по состоянию на декабрь 2023 года:
|  |                          |  |                                   |                                   |              |  | еще 14 семейств | еще 14 семейств |                  |  |  |  | еще 218 подтвержденных видов и 64 вида, ожидающих подтверждения |
|  |                          |  |                                   |                                   |              |  | еще 14 семейств | еще 14 семейств |                  |  |  |  | еще 218 подтвержденных видов и 64 вида, ожидающих подтверждения |
|  |                          |  |                                   | порядок Камнеломкоцветные         |              |  |                 |                 | Толстянка        |  |  |  |                                                                 |
|  |                          |  |                                   | порядок Камнеломкоцветные         |              |  |                 |                 | Толстянка        |  |  |  |                                                                 |
|  | клада Цветковые растения |  |                                   |                                   | Толстянковые |  |                 |                 | Толстянка водная |  |  |  |                                                                 |
|  | клада Цветковые растения |  |                                   |                                   | Толстянковые |  |                 |                 |                  |  |  |  |                                                                 |
|  |                          |  | ещё 63 порядка цветковых растений | ещё 63 порядка цветковых растений |              |  |                 | еще 52 рода     | еще 52 рода      |  |  |  |                                                                 |
|  |                          |  |                                   | ещё 63 порядка цветковых растений |              |  |                 |                 | еще 52 рода      |  |  |  |                                                                 |

## Синонимы
- Bulliarda aquatica (L.) DC.
- Bulliarda linnaei Spreng.
- Bulliarda prostrata DC.
- Bulliarda schkuhrii Spreng.
- Crassula schkuhrii Roth
- Hydrophila aquatica (L.) House
- Tillaea abyssinica Walp.
- Tillaea angustifolia Nutt.
- Tillaea angustifolia var. bolanderi S.Watson in W.H.Brewer & S.Watson
- Tillaea aquatica L.
- Tillaea ascendens Eaton
- Tillaea bolanderi (S.Watson) Greene
- Tillaea drummondii var. bolanderi (S.Watson) Jeps.
- Tillaea likiangensis H.Chuang
- Tillaea pringlei (Rose) V.V.Byalt
- Tillaea prostrata Schkuhr
- Tillaea simplex Nutt.
- Tillaea yunnanensis Fu
- Tillaeastrum aquaticum (L.) Britton
- Tillaeastrum pringlei Rose